# Walter Haßmann

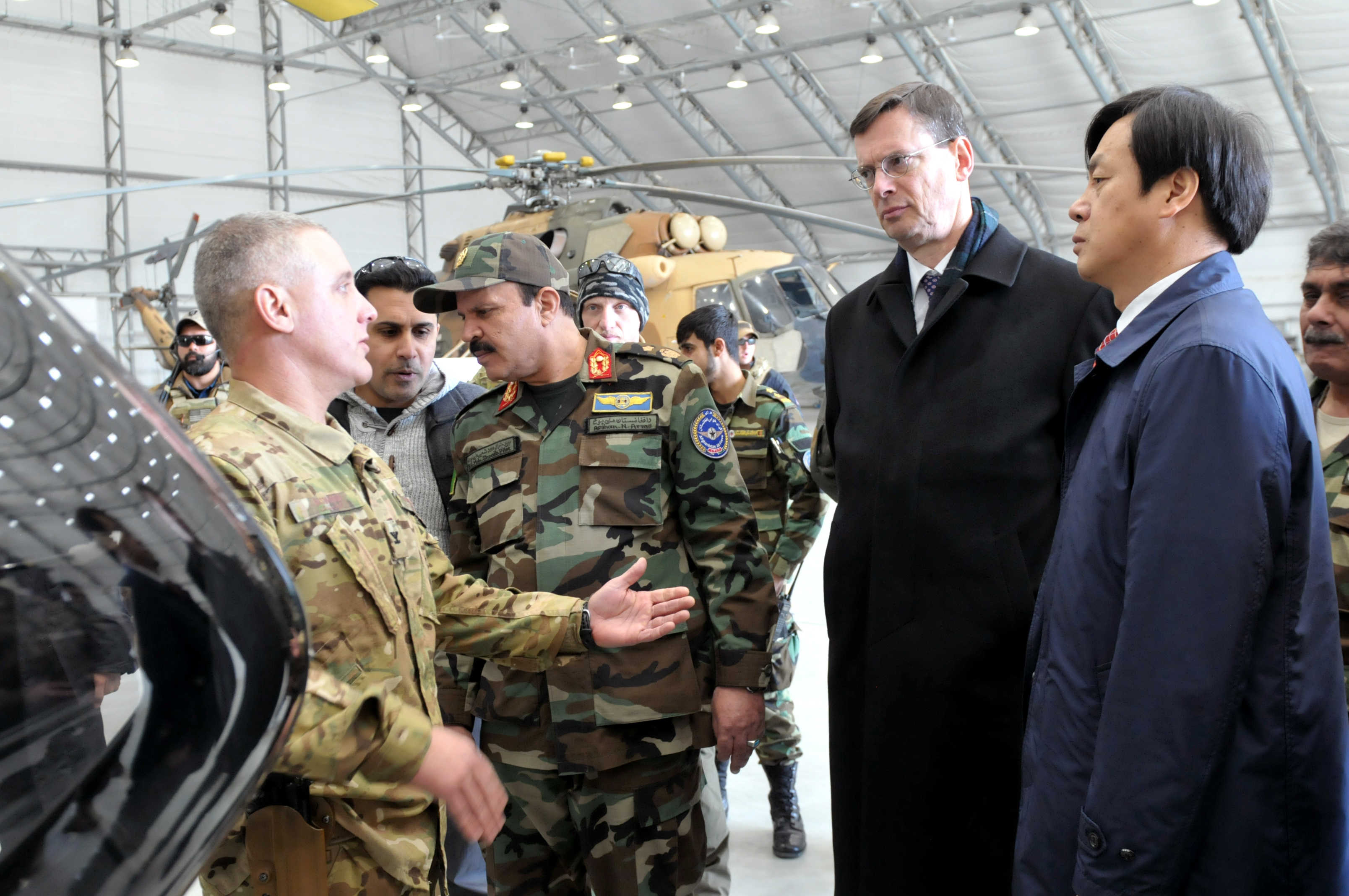
Walter Haßmann (2 v. r.) in Kabul

Walter Haßmann (* 1957) ist ein deutscher Diplomat im Ruhestand. Er war zuletzt von 2018 bis 2023 Deutscher Botschafter in Malta.

## Leben
Haßmann absolvierte nach dem Abitur zwischen 1976 und 1977 seinen Wehrdienst bei der Bundeswehr und begann im Anschluss 1977 ein Studium der Forstwissenschaft an der Ludwig-Maximilians-Universität München und der Georg-August-Universität Göttingen, das er 1982 als Diplom-Forstwirt abschloss. In München wurde er 1977 Mitglied des Corps Arminia. Nach einer zweijährigen Referendarzeit bei der Bayerischen Staatsforstverwaltung legte er 1984 die Große Forstliche Staatsprüfung in Bayern als Forstassessor ab.
1985 trat er in den Auswärtigen Dienst ein. Nach der Laufbahnprüfung für den höheren Dienst folgten neben Tätigkeiten in der Zentrale des Auswärtigen Amtes in Bonn und später in Berlin auch Verwendungen an den Botschaften in Maskat (Oman), in Pretoria (Südafrika), in Ankara (Türkei) sowie in Budapest (Ungarn).
Am 9. April 2014 wurde er Botschafter der Bundesrepublik Deutschland in der Republik Jemen und damit Nachfolger von Carola Müller-Holtkemper. Von 2015 bis 2016 fungierte Haßmann als Leiter des Krisenreaktionszentrums und Beauftragter für Krisenvorsorge im Auswärtigen Amt, was ihm die Beförderung in die Besoldungsgruppe B 6 einbrachte. Nach dem Unglück des Germanwings-Flugs 9525 am 24. März 2015 leitete Haßmann den Krisenstab.
Im August 2016 wurde er deutscher Botschafter in Afghanistan, 2018 Botschafter in Malta. Dieses Amt hatte er bis 2023 inne.